# Dusty Trails
 (juillet 2018).
Ne pas confondre avec Dusty Trails, un groupe de musique
Albums de Guy Bélanger
Crossroads
(2010) Blues Turn
(2014)
Dusty Trails est le troisième album de Guy Bélanger paru en 2012. Pour son troisième opus, Guy Bélanger s'entoure de nombreux interprètes tels que Nanette Workman, Breen LeBoeuf, France D'Amour et Adam Karch. Il est également accompagné d'Antoine Gratton aux orgues (pas deglkse ).

## Liste des chansons
| No  | Titre                                                          | Durée |
| --- | -------------------------------------------------------------- | ----- |
| 1.  | Morning Lights                                                 | 4:01  |
| 2.  | Am I Wrong                                                     | 2:49  |
| 3.  | High Heels Crocodile                                           | 4:05  |
| 4.  | Don't Touch That Dial (avec Breen LeBoeuf)                     | 4:25  |
| 5.  | Dusty Waltz                                                    | 4:37  |
| 6.  | I'd Rather Be Blind, Crippled and Crazy (avec Nanette Workman) | 4:25  |
| 7.  | Merci Spence                                                   | 2:02  |
| 8.  | Bulletproof Vest (avec France D'Amour)                         | 5:15  |
| 9.  | The Swamp Stomp                                                | 3:47  |
| 10. | The Wild Bunch                                                 | 4:08  |
| 11. | Wide and Wild                                                  | 4:15  |
| 12. | People Get Ready (avec Adam Karch)                             | 5:28  |

## Crédits
- Guy Bélanger - Harmonicas, voix
- Gilles Sioui - Guitare acoustique, voix
- André Lachance - Guitares électriques et solo, lap steel, voix
- Rob MacDonald -  Guitares électrique et acoustique
- Adam Karch - Dobro et voix (piste 12)
- Marc Drouin  - Basse et contrebasse
- Marc-André Larocque - Batterie
- Bernard Deslauriers - Batterie
- Mélissa Lavergne - Cajon, congas et percussions
- Jean-Fernand Girard - Piano et arrangements
- Antoine Gratton - Clavinet, piano, wurlizter et arrangements
- Breen Leboeuf - Basse et voix (piste 4)
- Nanette Workman - Voix (piste 6)
- France D'Amour - Voix (piste 8)